# Taintrux
Taintrux ([tɛ̃tʁy], en vosgien de la montagne [tɛ̃ːtʁy]) est une commune française située dans le département des Vosges, en région Grand Est.
Ses habitants étaient appelés les notis brôves gens dè Tïnctru. Depuis le scrutin communal et populaire du 7 juin 2009, ouvert à tous les habitants, enfants compris, les habitants sont désormais appelés les Taintrusiens.

## Géographie

### Localisation
Taintrux est située à 8 km de Saint-Dié-des-Vosges, à 5 km de Saulcy-sur-Meurthe par le col d'Anozel (450 m) et à 11 km de Corcieux par le col de Vanémont (519 m).

### Géologie et relief
La commune de Taintrux est l'une des plus vastes du département, où les forêts de sapins et de pins sylvestres dominent. Elle est arrosée par le Taintroué, petit affluent rive gauche de la Meurthe. Le point bas se situe au nord dans l'ancienne prairie du Taintroué, près du hameau de Chaumont, à l'altitude de 344 m. Le point culminant est à l'est, à 760 m, près de la Roche d'Anozel.
L'habitat est très dispersé. Il était composé d'une constellation très éparse de hameaux selon la tradition d'habiter de la montagne vosgienne. Beaucoup ont disparu. Mais certains ayant maintenu une croissance, tels Rougiville et Chevry, concurrencent le Centre où sont implantées la mairie et l'église.

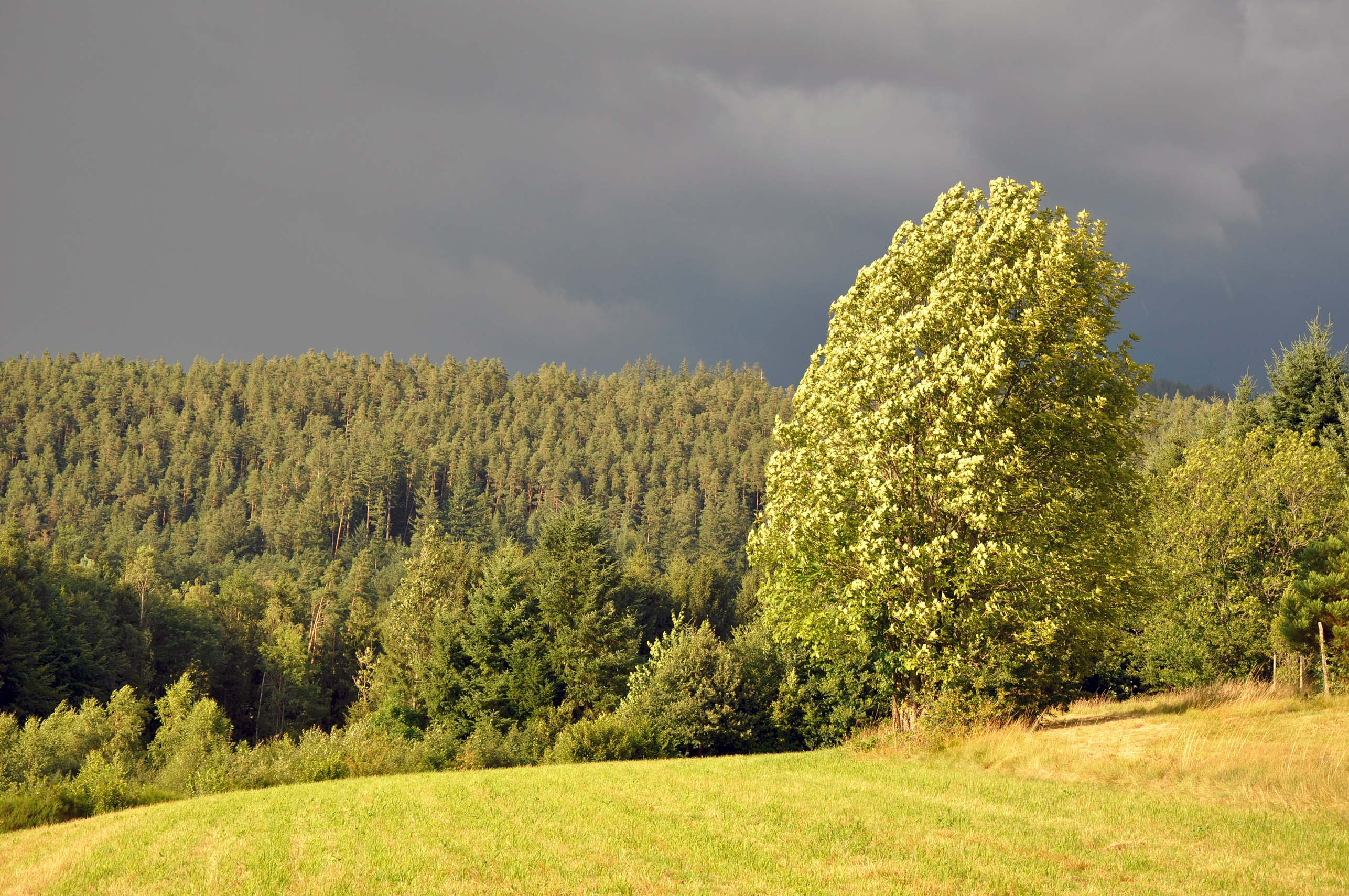
Forêts vu du hameau le Paire.
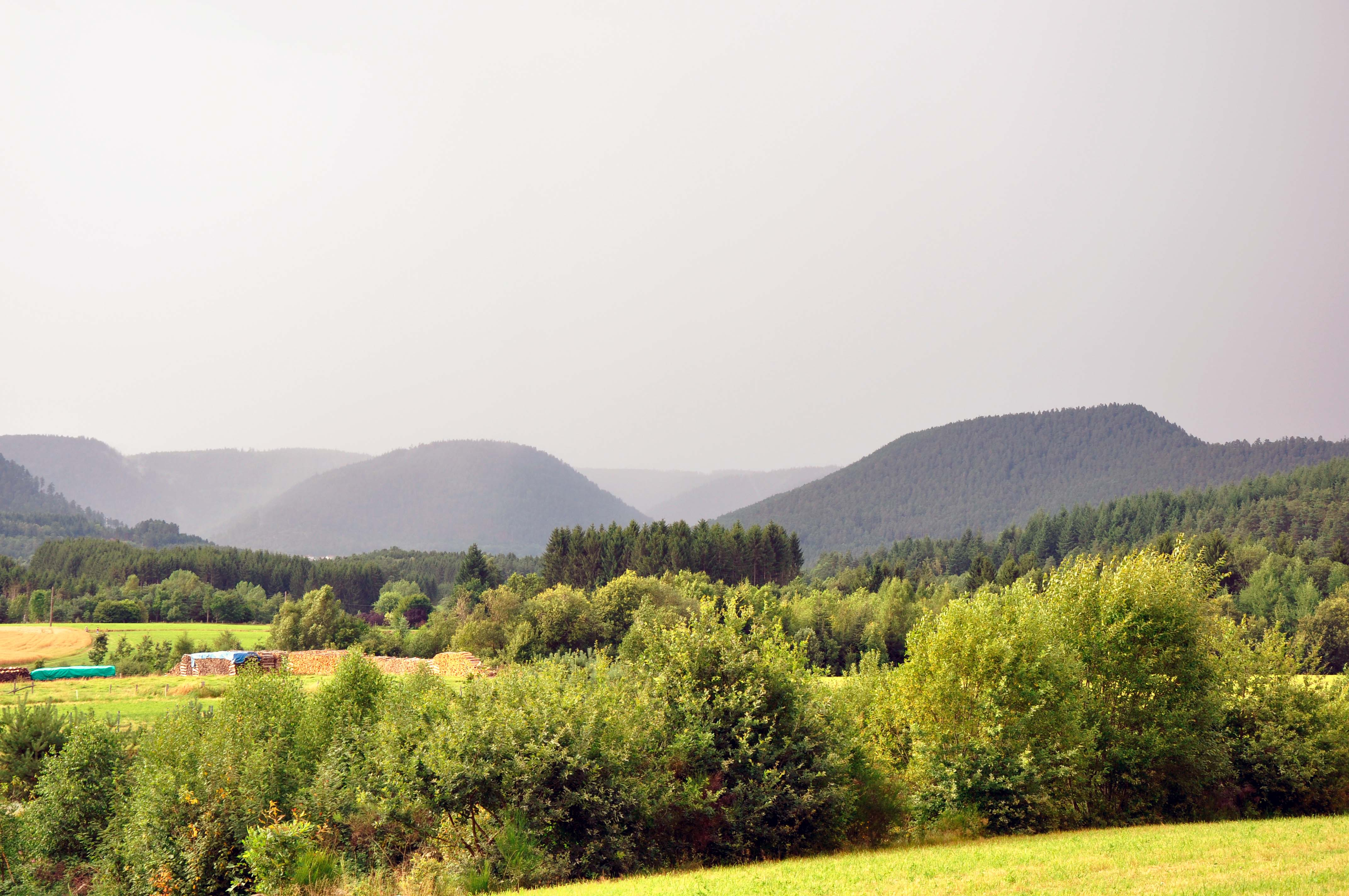
Monts vu du hameau le Paire.
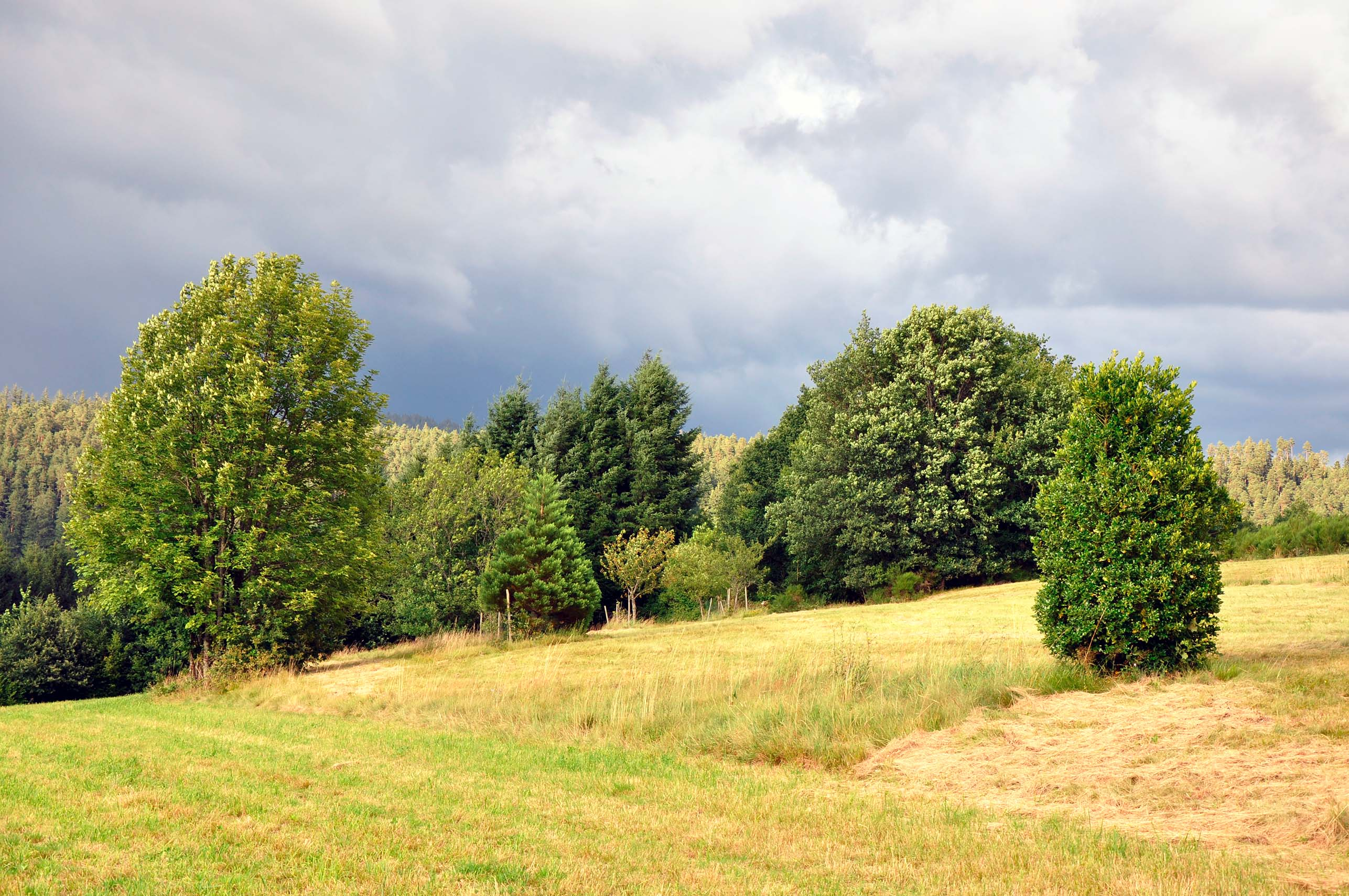
Hameau le Paire.
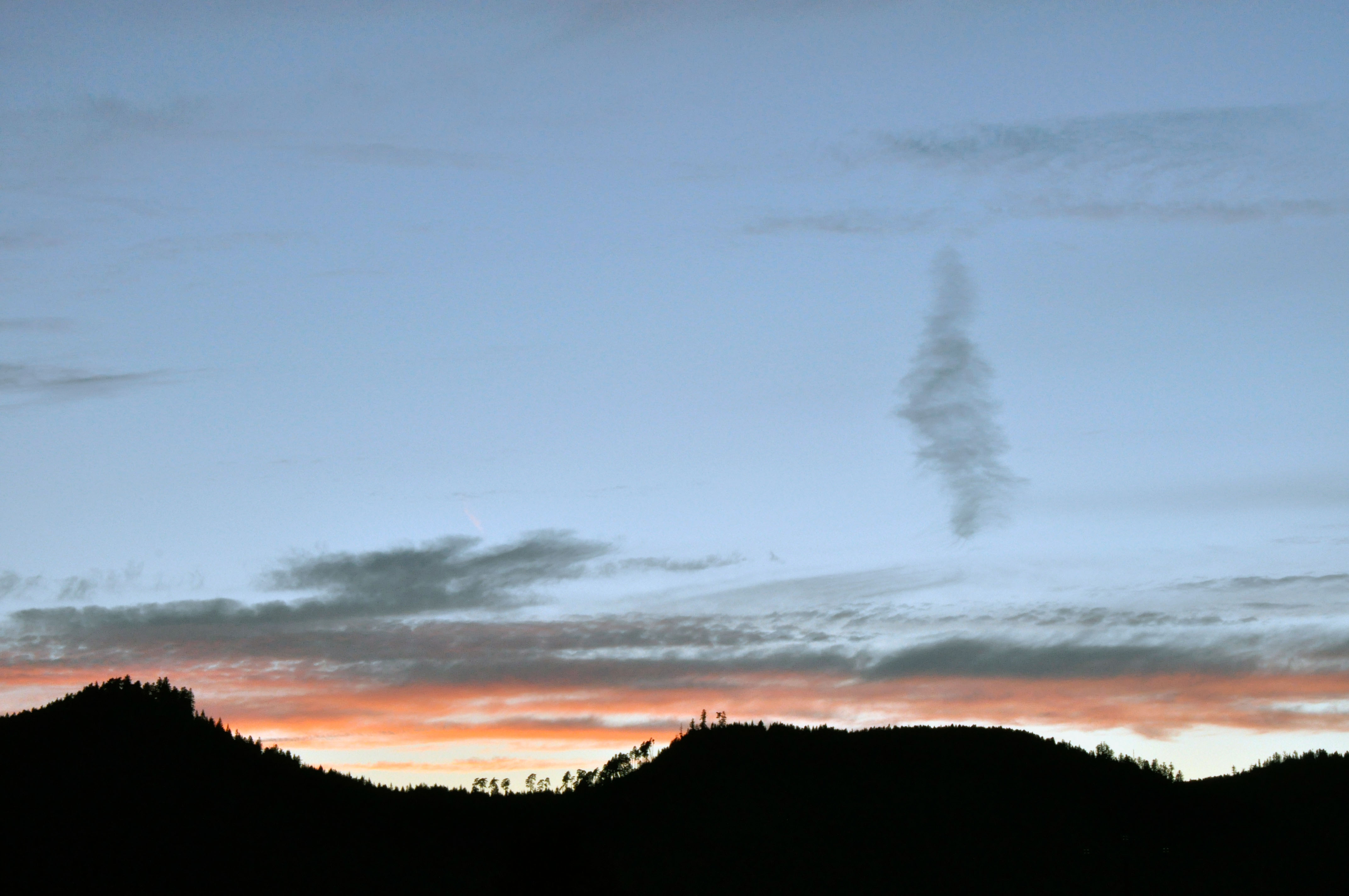
Coucher de soleil vu du hameau le Paire.

### Sismicité
Commune située dans une zone de sismicité modérée.

### Hydrographie et les eaux souterraines
Hydrogéologie et climatologie : Système d’information pour la gestion des eaux souterraines du bassin Rhin-Meuse :
- Territoire communal : Occupation du sol (Corinne Land Cover); Cours d'eau (BD Carthage) ;
- Géologie : Carte géologique; Coupes géologiques et techniques ;
- Hydrogéologie : Masses d'eau souterraine; BD Lisa; Cartes piézométriques.

La commune est située dans le bassin versant du Rhin au sein du bassin Rhin-Meuse. Elle est drainée par la Mortagne, le ruisseau le Taintroue, le ruisseau de la Cense de Grandrupt, le ruisseau de Paxoral, le ruisseau des Trois Scieries, le ruisseau du Bois de la Famille, le ruisseau le Neurain et le ruisseau Les Rouges Eaux,.
La Mortagne, d'une longueur totale de 74,6 km, prend sa source dans la commune de Saint-Léonard et se jette dans la Meurthe à Mont-sur-Meurthe, après avoir traversé 26 communes.
Le Taintroué, d'une longueur totale de 14,5 km, prend sa source dans la commune de Saint-Léonard et se jette dans la Meurthe à Saint-Dié-des-Vosges, après avoir traversé trois communes.
- 1Carte dynamique
- 2Carte Openstreetmap
- 3Carte topographique
- 4Carte avec les communes environnantes

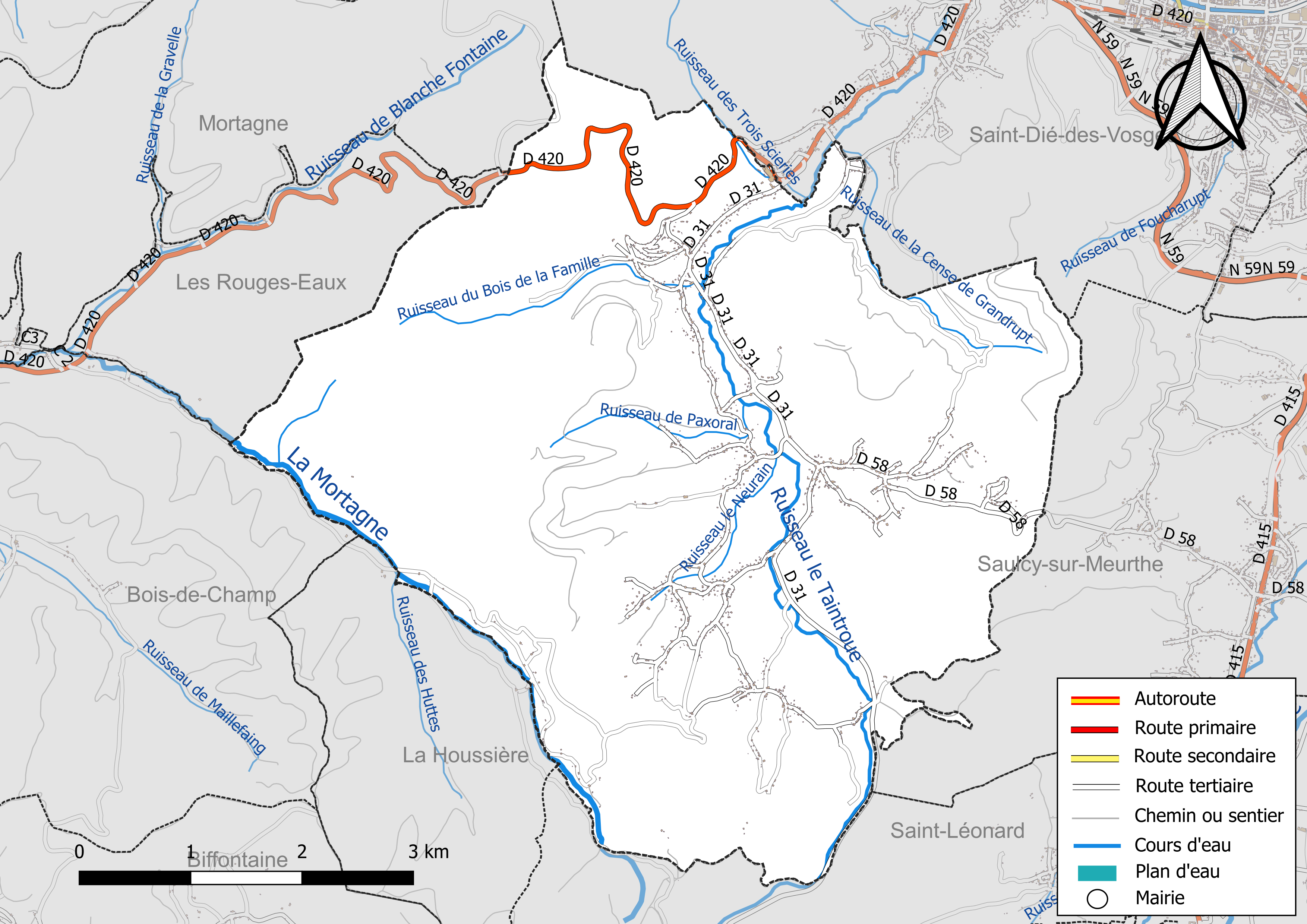
Réseaux hydrographique et routier de Taintrux.

La qualité des cours d’eau peut être consultée sur un site dédié géré par les agences de l’eau et l’Agence française pour la biodiversité.

### Climat
Pour des articles plus généraux, voir Climat du Grand Est et Climat du département des Vosges.
En 2010, le climat de la commune est de type climat de montagne, selon une étude du Centre national de la recherche scientifique s'appuyant sur une série de données couvrant la période 1971-2000. En 2020, Météo-France publie une typologie des climats de la France métropolitaine dans laquelle la commune est exposée à un climat semi-continental et est dans la région climatique  Vosges, caractérisée par une pluviométrie très élevée (1 500 à 2 000 mm/an) en toutes saisons et un hiver rude (moins de 1 °C).
Pour la période 1971-2000, la température annuelle moyenne est de 9,4 °C, avec une amplitude thermique annuelle de 17 °C. Le cumul annuel moyen de précipitations est de 1 411 mm, avec 13,4 jours de précipitations en janvier et 11,3 jours en juillet. Pour la période 1991-2020, la température moyenne annuelle observée sur la station météorologique de Météo-France la plus proche, « Ban-de-Sapt », sur la commune de Ban-de-Sapt à 13 km à vol d'oiseau, est de 10,3 °C et le cumul annuel moyen de précipitations est de 1 027,3 mm. 
La température maximale relevée sur cette station est de 36,9 °C, atteinte le 7 août 2015 ; la température minimale est de −17 °C, atteinte le 19 décembre 2009,,.
Les paramètres climatiques de la commune ont été estimés pour le milieu du siècle (2041-2070) selon différents scénarios d'émission de gaz à effet de serre à partir des nouvelles projections climatiques de référence DRIAS-2020. Ils sont consultables sur un site dédié publié par Météo-France en novembre 2022.

### Voies de communications et transports

#### Voies routières
Accès par la D 58 depuis Saulcy-sur-Meurthe (5 km) par le col d'Anozel, et par la D 31 depuis Saint-Dié-des-Vosges (8 km).

#### Transports en commun
- Fluo Grand Est.
- Taddéo, le transport à la demande[13].
- Transports urbains de la Communauté d'agglomération de Saint-Dié-des-Vosges[14]
- Gare de Saint-Dié-des-Vosges

| Les Rouges-Eaux | Saint-Dié-des-Vosges |                    |
| Bois-de-Champ   | Taintrux             | Saulcy-sur-Meurthe |
| La Houssière    | Saint-Léonard        |                    |

### Hameaux
Le hameau de Rougiville est situé entre la rive gauche du ruisseau le Taintroué et les premiers contreforts du col du Haut Jacques (606 m), le hameau de Rougiville est le plus important de la commune de Taintrux. Traversé par la RD 31, Rougiville compte notamment la scierie Mandray (lieu-dit les Trois Scieries), spécialisée dans le sciage de résineux, l'école maternelle et l'auberge du Haut Meix, ainsi qu'une voie de pierre, peut-être antique, la reliant directement au col du Haut Jacques.

## Toponymie
Le nom de la localité est attesté sous les formes Teintruth (xie siècle), Tentreu (xiiie siècle), Tentrui (1310), Tentruyl (1311), Tentrui et Tentruy (1312), Tentru (xive siècle), Taintru (1561), Teintruz (1594), Tainctru (xvie siècle), Teintrux (1633), Taintrux (1656), Tentrus (xviie siècle), Teintru (1768), Teintreux (1790), Taintreux (an II).

### Étymologie
Les vocables issus de l'ancien français Taintru, Teintrux ou le latin médiéval tardif Tinctus rivus selon dom Calmet font probablement référence à une assemblée d'habitants ou à un ancien ban. Une approche triviale peut confondre cet espace avec le bassin versant du modeste Taintroué, limité à sa haute vallée.
Il existe plusieurs hypothèses :
- I ) La forme romane la plus ancienne attestée teintruth pourrait correspondre d'abord à une forme de genre neutre teneto rupto, assimilable au latin médiéval tenetum ruptum. Le latin populaire tenire a engendré le mot ancien français à la fin du XIIe siècle tenement, au sens de "tenure, possession de terre", éventuellement par un seigneur qui y place ses tenanciers[16]. Le latin ruptum, participe passé du verbe rumpere, rompre, briser est à l'origine de l'ancien français polysémique rote, qui peut signifier une rangée, une suite ou encore roture, qui signifie une fracture, une crevasse au sens topographique, voire une terre rompue, récemment défrichée. D'où l'on voit surgir un alignement de tenures dans un vallon situé dans une faille marquée.

Il resterait une interprétation passant par le genre grammatical féminin, tenata rupta. Au féminin, (via) rupta est à l'origine du français route, par la variante rote, au sens de route, voie, chemin perçé, piste, sentier. Tenet est le participe présent du verbe latin tenere forme classique de tenire, ce qui tient, possède, défend. L'allusion militaire ou seigneuriale souveraine est possible : elle fait surgir une installation ou château de contrôle de la route, qui est connu plus tard comme le château de Taintrux.
- II ) Taintrux signifierait selon une interprétation érudite fondée sur l'explication relatinisante de Dom Calmet, tinctus rivus ou « ruisseau teint », le grès donnant une belle couleur rose-rouge au Taintroué lors des pluies. De l'oil, l'adjectif teint « qui a changé de couleur, coloré » et ru « ruisseau », De l'oil, l'adjectif teint « qui a changé de couleur, coloré » et ru « ruisseau »[18], le Taintroué.

- III ) Selon d'autres historiens qui remarquent le nom voisin du hameau de Rougiville, le rouge évoquerait plutôt une limite à ne pas franchir, un terme ou rubrique instaurant l’exclusion officielle des malades lépreux qui hantaient jadis les hauteurs voisines des bois de Mortagne et de La Madeleine. L'évolution de teintruth peut aussi donner "teinte rouge" ou simplement "rouge".

- IV ) Une interprétation plus mythologique qui prolonge la suivante prend en compte l'extraordinaire continuité de l'homme depuis le Néolithique final dans ces parages montueux. Elle relève la similarité entre pictus - peint à l'huile - et tinctus - teint à l'eau -, qualificatifs qui révèlent les dessins corporels des peuplades non indo-européennes, donc les plus anciennes d'Europe, qu'elles soient d'Écosse (Pictes), d'Etrurie (Tusci) ou de l'Ouest de la France (Poitou jusqu'à la grande Vasconie).

Le paysage a longtemps été très différent de ce qu'il est devenu au siècle dernier. En témoignent la multiplicité de petits troupeaux de chèvres, complémentaires de l'élevage bovin, à la Belle Époque, qui broutaient dans les talus, dans les rapailles ou sur les chaumes, exigeant une mise en défense radicale des grands bois ou des nouveaux hagis. La commune était aussi plus peuplée au XIXe siècle.
La toponymie la plus ancienne semble prouver que le Kemberg, les bois de Mortagne, le massif de la Madeleine ainsi que le bois de Champ et les terres qualifiées à son voisinage ad noldium « menant à des espaces marécageux ou des prairies humides » ou Anould, ne formaient qu'un seul grand massif peuplé, appelé Agne. Ses habitants dispersés auraient été astreints à un simple tribut annuel, à l'origine du nom générique et communément retrouvé par ses variantes.

## Histoire
Taintrux ne désigne pas une localité géographique précise, mais un ensemble géographique qui a laissé ensuite son nom à un espace plus vaste sous tutelle politique, la mairie de Taintrux associée de manière précoce à celle de Robache. 
Les hauteurs méridionales de l'actuelle commune de Taintrux présentent un intérêt stratégique d'observation et de signalisation à l'époque antique et médiévale. Le site de hauteur du Chazeté , proche du Noirmont, est occupé à l'époque du Hallstatt final. Son autre appellation, Chastel, témoignerait de son usage gallo-romain (castellum), puis au moins dans les premiers temps médiévaux (petit château).
L'ancien ban de Taintrux, au sud-ouest de la petite ville de Saint-Dié fondée au XIIIe siècle, est constitué d'une constellation de hameaux. Elle provient d'un morceau découpé sur le grand ban Saint Dié, séparé probablement vers le IXe siècle. La mainmise ducale s'est opérée au XIe siècle à Taintrux comme dans l'ensemble de l'ancien val de Galilée, imposant partout un ban le Duc bien plus vaste que les reliquats du ban saint Dié. Mais la maison de Parroye, originaire de la contrée de Lunéville, qui a fourni les premiers officiers ducaux s'impose alors dans la direction des différentes mairies, dont celle de Taintrux, et cumule les prérogatives administrative étendues.
Le château de Taintrux est alors le chef-lieu d'une vaste terre auquel est imposée une juridiction supérieure, le buffet. En 1188, le grand prévôt Mathieu, de triste mémoire, en a la charge. Elle comprend les mairies de Taintrux, Laveline, Fraize et Ban-de-Sapt. Les revenus de la seigneurie fiscale reviennent au voué de Galilée (appellation latine du cloître pour désigner le chapitre de Saint-Dié) et de Moyenmoutier. Il est souvent l'apanage des enfants du duc de Lorraine, ainsi Mathieu, fils de Thiébaut II, le reçoit sa vie durant. Pourtant, les historiens s'interrogent sur la localisation de ce vieux château fort, comprenant quatre tours et un pont-levis. Est-il sur la montagne du Chastel ou au hameau de la Bourse ? Il existait aussi une maison, jouxtant une ferme, qui faisait office de chambre de la justice tous les lundis en présence des seigneurs-justiciers (ou de leurs officiers ou représentants). La justice tenue était d'ailleurs appliquée à proximité de la chambre où s'élevait un gibet et un poteau de carcan, visible de loin.
La vallée de Taintrux a longtemps été à l'écart des grands chemins routiers, qui empruntaient les rebords de la vallée de la Meurthe, voire les hauts d'Anould plus au sud pour contourner le grand massif d'Agne et rejoindre la vallée du Neuné, Saint-Jacques du Stat et Champ. La voie ferrée Saint-Dié - Arches Bruyères du XIXe siècle reprend grosso modo cette vieille route pratique.
La vallée du Taintroué dans son ensemble a évolué avec trois forces politiques génératrices de faciès économiques, parfois antagonistes :
- Au nord et au nord-ouest, la forêt résiduelle d'Agne fait partie à l'origine du ban d'Etival, mais c'est alors un espace marginal et forestier réservé aux lépreux. C'est pourquoi le massif de la Madeleine est gérée dès le XIVe siècle par l'hospital de Saint-Dié, sous la responsabilité du chanoine doyen du chapitre de la collégiale. Usant ou abusant d'ententes ou d'accords avec le pouvoir régalien et religieux, les puissantes familles ont accaparé les bois de Mortagne, en y chassant souvent les habitants, qu'ils soient d'origine lépreuse ou réfugiés d'ailleurs. Accrochés aux premiers reliefs, les réfugiés ont toutefois pu investir dans des cultures productives, telles que la vigne à Rougiville, avec l'accord intéressé des autorités religieuses.
- Les communautés paysannes ont mieux résisté sur les plateaux et les basses au cœur de l'actuelle commune de Taintrux, qui apparaît comme une antique et précoce clairière de la forêt d'Agne. L'élevage sous des formes souvent modestes et l'agriculture sont attestés de haute antiquité. Le paysage né de cette activité agro-pastorale devait être singulièrement dénudé par contraste avec les cantons forestiers voisins.
- À l'est et au sud-est, le col d'Anozel et le Kemberg accueillaient une activité minière très ancienne, en particulier productrice de cuivre. La gestion efficace, parfois sans scrupule puisque les ouvriers mineurs étaient souvent des esclaves bagnards et prisonniers de guerre aux temps mérovingiens, carolingiens et othoniens, des autorités minières a favorisé l'extension forestière, de manière à disposer à peu de frais de charbon de bois et surtout de combustibles. Il est toutefois certain que les besoins importants ont été à l'origine de plusieurs dévastations des grands bois proches.

Véritable conservatoire des us et coutumes des civilisations les plus anciennes, elle s'impose très tôt en chef-lieu de ban, attirant l'installation de différentes mairies pour y capter les revenus et redevances. En conséquences d'héritages et de restructurations financières, ce dernier ensemble de mairies repris par l'autorité ducale et capitulaire a fusionné avec celle de Robache à la fin du XIVe siècle.

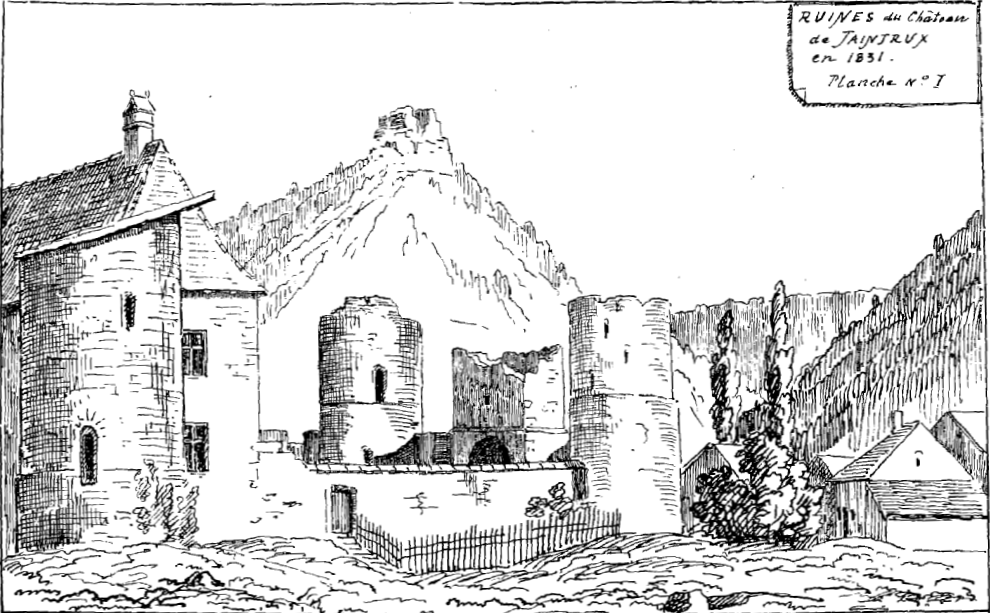
Les ruines du château en 1831.

La grande seigneurie de type féodale apparaît aussi tardivement, comme un fruit du jeu financier et politique typique du XIVe siècle. À son origine, le duc de Lorraine Ferry IV récompense en 1315 dans son testament son écuyer et vassal Aubert de Parroye avec les terres de Taintrux, Fraize, Ceffalt et Benaismenil, comprenant les biens et appartenance des mêmes lieux. Notons que le père d'Aubert de Parroye avait vendu au duc Ferry III de Lorraine, aïeul de Ferry IV une grande partie des biens cités, dépendant en ce qui concerne les terres sur le ban le Duc de la mairie de Taintrux. Il semble que les prêts généreux du fils au duc à court d'argent lui valent un retour en grâce et cette grande seigneurie que la maison de Parroye conserve au cours des siècles, puis transmet en 1664 à l'époque moderne à la maison cousine de Créhange.
Le ban de Taintrux reste sous l'autorité spirituelle du chapitre de Saint-Dié et de son grand prévôt. Après le XIIIe siècle, la paroisse saint Georges qui pérennise cet espace sur le plan religieux appartient à la collation du vénérable chanoine doyen du chapitre de Saint-Dié. Il faut noter que l'église dépend de la juridiction spirituelle du grand prévôt, qui exige quatre sous pour le bénédicité, trois sous huit deniers pour les menues dîmes. Le doyen représente en premier lieu son chapitre qui, par l'intermédiaire de son sonrier, se réserve les dîmes. En 1398, elle s'élève à 28 muids de blé et 7 réseaux 1 bichet de fève. En 1467, à 31 muids de blé et 1 résal de fève.
Le chapitre de Saint-Dié se place aussi parmi les multiples seigneurs de Taintrux. Il a installé une mairie sur le ban, les revenus semblent modestes car le prévôt en perçoit seulement six sous de déodatiens (ou sous de Saint-Dié) en 1188. Plus tard, les redevances sont mêlées à celle de Robache par suite de la fusion des mairies. Les revenus capitulaires du ban de Taintrux sont semblables en nature et services à ceux de Mandray et de Provenchères. Mais le nombre et la richesse des possessions capitulaires diffèrent : Mandray apporte bien plus que Provenchères, alors que Taintrux apporte un revenu moyen. Le paiement des cens s'opère à la Saint-Jean. Le chapitre possède de si longtemps qu'il n'est mémoire de communauté un bel espace convoité, le bois de la Bourse. En 1479, un jugement du lieutenant du bailliage de Nancy, concernant à l'origine les abus d'habitants qui y font une folle pâture en profit de leurs porcs, révèle les pariages forcés imposés par les seigneurs de Taintrux, notamment les seigneurs de Parroye et Charles de Haraucourt (AD88, G790).
À l'époque moderne et sans doute aussi à l'époque médiévale, ville du Pré est le chef-lieu du ban. Sans doute bien modeste à l'origine puisqu'il signifie une maison en pierre, centre d'un petit domaine, au milieu d'un pré ou de la prairie irriguée. La gestion administrative a donné naissance à un village et à plusieurs censes, c'est-à-dire terres en acensement. Le droit de village englobe les principaux hameaux ou finages : Chevry, le Paire, la Fosse, Rougiville, Ville du pré, Xainfaing. Les censes encore répertoriées au XVIIIe siècle sont, d'après dom Calmet : 
- les quatre censes à la Basse de la Rougeiau (soit à la vallée proche des Rouges-Eaux) ;
- les deux censes proches de Saint-Dié, La Ménantille et Charmont.

La justice et les forces militaro-policières de l'époque moderne n'ont plus de présence permanente à Taintrux. En 1594, les villages et censes dépendent de la prévôté et de la châtellenie de Saint-Dié. En 1634, le curé de Taintrux obtient de bénéficier d'une part plus importante de la dîme, à l'origine collectée au seul profit du chapitre. Rappelons que le prêtre faisant fonction de curé précaire n'avait souvent ni le titre ni les revenus de cette charge prestigieuse. Les difficultés économiques du moment nécessitent cet accord délicat.
Comme de nombreux villages suffisamment proches des voies de passage de la soldatesque, Taintrux est régulièrement ravagée par des bandes de pillards et de déserteurs après 1635 et bien au-delà de la guerre de Trente Ans. Les habitants se réfugient à la lisière des massifs forestiers. Mais disettes et épidémies, notamment pesteuses, causent bien plus de victimes. Après cette terrible guerre, l'économie redémarre très lentement, l'activité minière périclite et disparaît. La noblesse qui aurait pu investir dans l'économie moribonde réside souvent insouciante au loin. Nous connaissons une lettre au duc de Lorraine, rédigée le 10 juillet 1664 par François-Ernest, comte de Créhange, seigneur de Château-Brehain. Il remercie le souverain lorrain pour l'octroi de la châtellenie de Saint-Dié ainsi que la châtellenie d'Einville, dont il a hérité le quart de feue la maison de Parroye. Son cousin quelques années plus tard rédige de même en réponse à son investiture de charge une belle missive.
Avant le XVIIIe siècle, l'essor démographique est reparti. En 1693, Pierre de Cogney devient seigneur de Taintrux, il transmet son patrimoine à François de Cogney qui meurt en 1729 à Taintrux. S'y est construit à son chef-lieu, Ville du Pré le grand château que son héritier Renaud de Metz, le très riche seigneur de Taintrux, habite parfois en saison. Le titre est devenue une baronnie. La grande seigneurie échoit à la maison Bazelaire de Lesseux, qui comptent d'anciens officiers des forêts ducales. Son premier représentant Florent-Joseph Bazelaire, seigneur du comté de Lesseux, est aussi le premier représentant de la subdélégation de Saint-Dié, autrement le chef local des services administratifs français. Il meurt le 15 août 1740.
Le ban dépendant du bailliage de Saint-Dié, du doyenné de Salm et du diocèse de Toul, possède trois moulins et trois scieries actives, selon Dom Calmet. En principe, chaque canton forestier possède une scierie, mais pas toujours en fonction.
En 1790, Taintrux fait partie du canton de Saint-Léonard dans le district de Saint-Dié. Le rattachement s'explique par la présence d'une route vicinale au chef-lieu de canton. La commune se développe surtout après les années révolutionnaires et impériales.

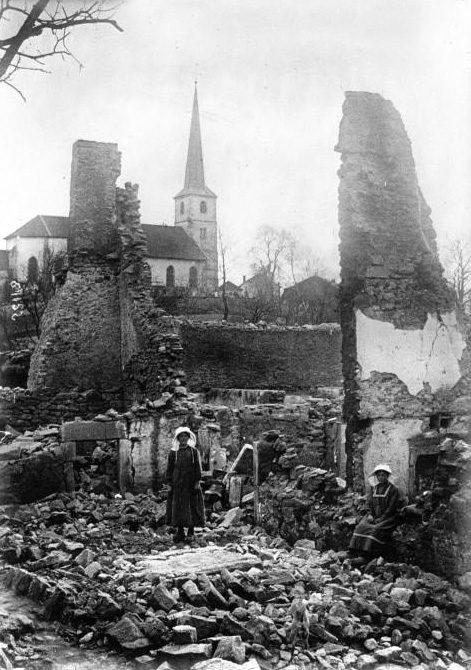
Taintrux en 1915.

En 1845, elle est proche d'un apogée démographique. Le service fiscal recense 394 maisons, 530 ménages, 202 électeurs censitaires. La surface agricole compte 3 159 ha, soit 1 125 ha en champs cultivés, 397 ha de prés ou prairies, 1 552 ha de bois et forêts domaniales et 11 ha de jardins et chenevières. Trois moulins à grains, cinq scieries, une fabrique de galoches s'activent avec l'eau du Taintroué ou de ses affluents. La petite rivière est d'ailleurs aménagée et flottable. Le commerce de planches, de bois de chauffage et d'œuvre sont ses principales ressources, avec le bétail et la pomme de terre. Les hameaux, à savoir la Basse Fosse, la Bourse, Chevry, la Haute-Fosse, les Mauvais-Champs, le Paire, Richardville, les Rouges-Eaux, Rougeiville, la Ville-du-Pré et Xainfaing  sont remplis d'enfants. Il ne faut oublier les censes : les Journaux, la Molière, le Plat-du-Chêne, les Riviers. La statistique signale en outre deux grandes fermes isolées : Chaumont et Grandrupt.
Des combats violents s'y cristallisèrent en août et septembre 1914 après que Saint-Dié eut été occupée. Les militaires des deux camps réquisitionnèrent et dévorèrent force capridés domestiques. Les stigmates des combats de fin août-début septembre ou parfois ceux des entraînements routiniers étaient autrefois très visibles dans les environs de Rougiville ou au col d'Anozel. C'est en ce dernier endroit qu'une stèle commémore le premier rabbin aumônier mort pour la France, Abraham Bloch.
La commune a été décorée le 22 octobre 1921 de la croix de guerre 1914-1918.
Le maquis de Taintrux se révolta en juin 1944 à l'instar de celui de Maquis de Corcieux. La répression fut sanglante : plusieurs maquisards furent fusillés dont le fils du maire de l'époque. L' Association du Souvenir des Evènements du Maquis de Corcieux (ASEMC) fait renaître progressivement les chemins de mémoire
La commune a été décorée, le 11 novembre 1948, de la Croix de guerre 1939-1945.

## Politique et administration
| Période                                  | Période   | Identité                  | Étiquette | Qualité                         |
| ---------------------------------------- | --------- | ------------------------- | --------- | ------------------------------- |
| Les données manquantes sont à compléter. |           |                           |           |                                 |
| 1956                                     | 1961      | Bataille                  |           | Agriculteur                     |
|                                          |           |                           |           |                                 |
| mars 1971                                | mars 1989 | Michel Poirel (1922-2013) |           | Instituteur                     |
| mars 1989                                | mars 2008 | Marcel Bataille           |           | Clerc de notaire                |
| mars 2008                                | mars 2014 | Bernard Saint-Dizier      |           | Clerc de notaire                |
| mars 2014                                | mai 2020  | Jean-Luc Dieudonné        |           | Retraité ancien chef de produit |
| mai 2020                                 | En cours  | Pierre Chachay (°1954)    |           | Retraité de la gendarmerie      |

### Intercommunalité
La commune est membre de la communauté d'agglomération de Saint-Dié-des-Vosges.

## Urbanisme

### Typologie
Au 1er janvier 2024, Taintrux est catégorisée commune rurale à habitat dispersé, selon la nouvelle grille communale de densité à sept niveaux définie par l'Insee en 2022.
Elle appartient à l'unité urbaine de Saint-Dié-des-Vosges, une agglomération intra-départementale regroupant 16  communes, dont elle est une commune de la banlieue,,. Par ailleurs la commune fait partie de l'aire d'attraction de Saint-Dié-des-Vosges, dont elle est une commune de la couronne,. Cette aire, qui regroupe 47 communes, est catégorisée dans les aires de 50 000 à moins de 200 000 habitants,.

### Occupation des sols
L'occupation des sols de la commune, telle qu'elle ressort de la base de données européenne d’occupation biophysique des sols Corine Land Cover (CLC), est marquée par l'importance des forêts et milieux semi-naturels (81 % en 2018), en diminution par rapport à 1990 (84,4 %). La répartition détaillée en 2018 est la suivante : 
forêts (79,9 %), prairies (12,6 %), zones agricoles hétérogènes (6,4 %), milieux à végétation arbustive et/ou herbacée (1,1 %). L'évolution de l’occupation des sols de la commune et de ses infrastructures peut être observée sur les différentes représentations cartographiques du territoire : la carte de Cassini (XVIIIe siècle), la carte d'état-major (1820-1866) et les cartes ou photos aériennes de l'IGN pour la période actuelle (1950 à aujourd'hui).

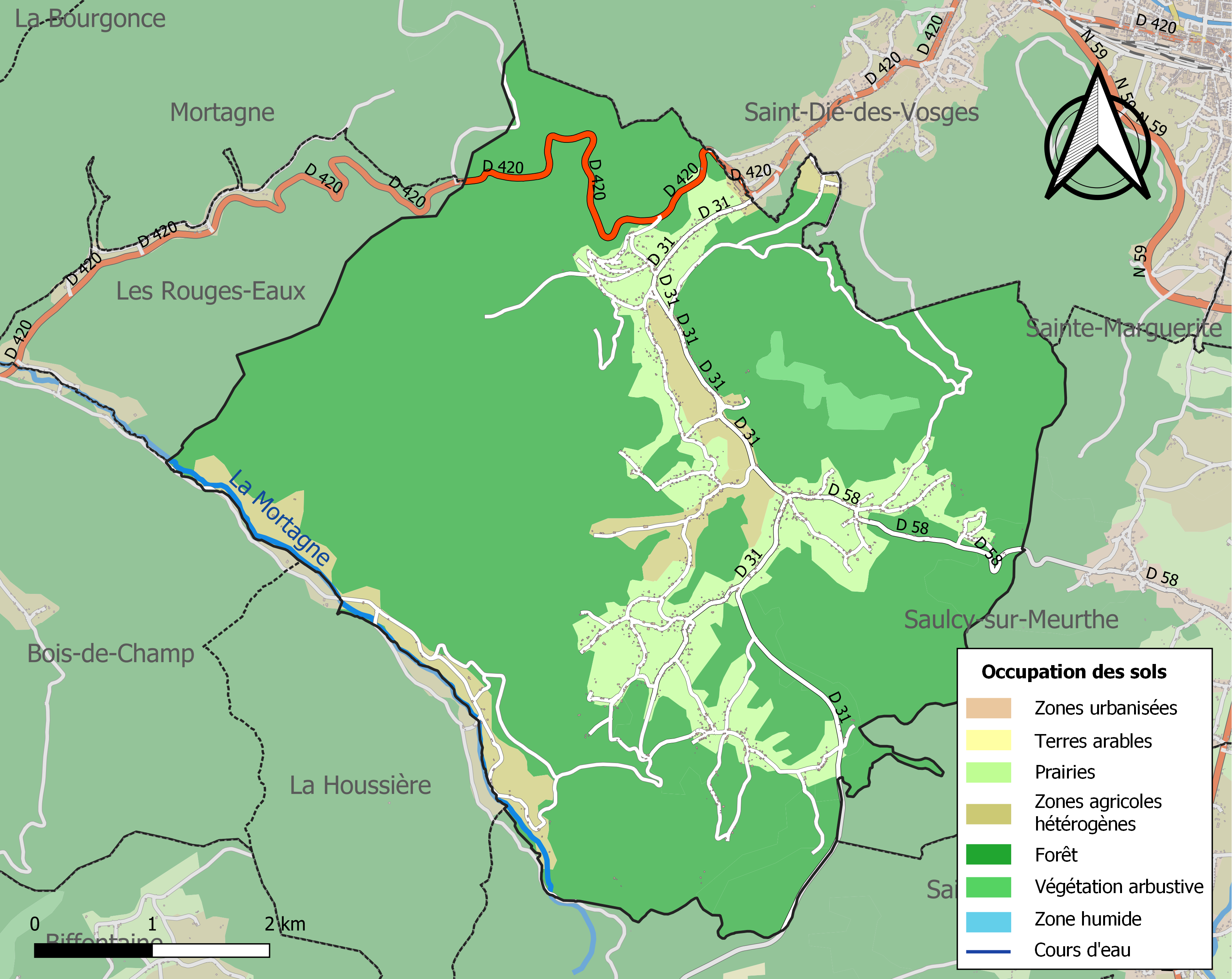
Carte des infrastructures et de l'occupation des sols de la commune en 2018 (CLC).

### Budget et fiscalité 2022

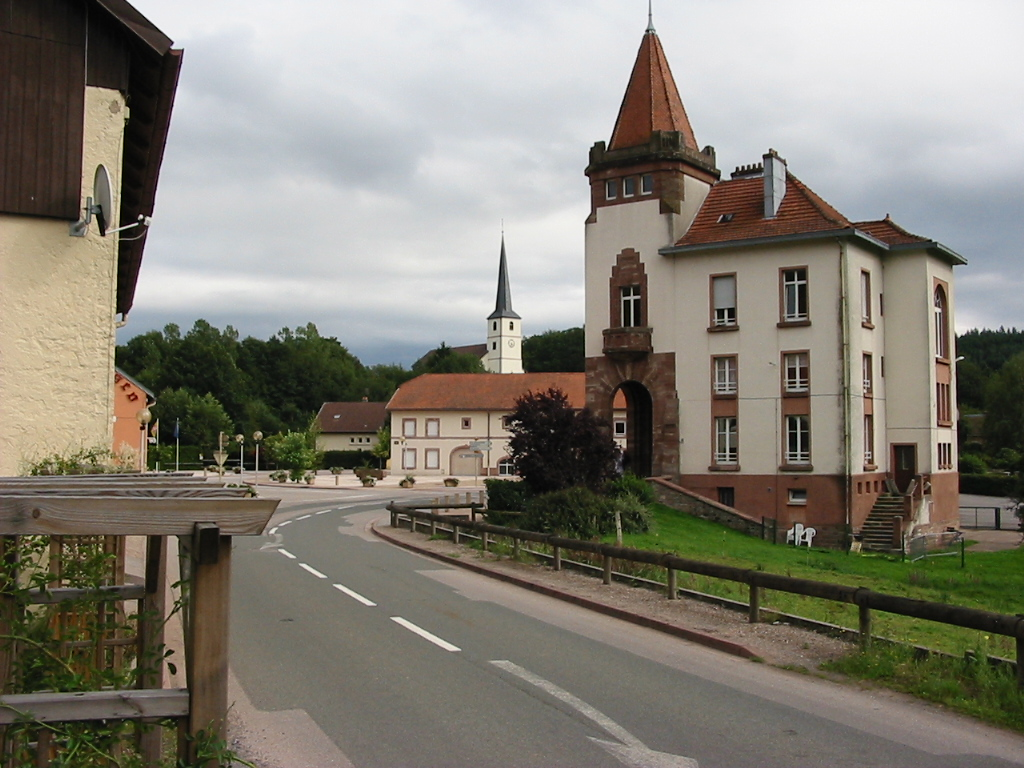
Le centre : église et mairie.

En 2022, le budget de la commune était constitué ainsi :
- total des produits de fonctionnement : 805 000 €, soit 512 € par habitant ;
- total des ressources d'investissement : 182 000 €, soit 116 € par habitant ;
- total des emplois d'investissement : 285 000 €, soit 181 € par habitant ;
- endettement : 195 000 €, soit 124 € par habitant.

Avec les taux de fiscalité suivants :
- taxe d'habitation : 21,88 % ;
- taxe foncière sur les propriétés bâties : 35,76 % ;
- taxe foncière sur les propriétés non bâties : 32,76 % ;
- taxe additionnelle à la taxe foncière sur les propriétés non bâties : 0,00 % ;
- cotisation foncière des entreprises : 0,00 %.

Chiffres clés Revenus et pauvreté des ménages en 2021 : médiane en 2021 du revenu disponible, par unité de consommation : 24 380 €.

## Population et société

### Démographie

#### Évolution démographique
L'évolution du nombre d'habitants est connue à travers les recensements de la population effectués dans la commune depuis 1793. Pour les communes de moins de 10 000 habitants, une enquête de recensement portant sur toute la population est réalisée tous les cinq ans, les populations de référence des années intermédiaires étant quant à elles estimées par interpolation ou extrapolation. Pour la commune, le premier recensement exhaustif entrant dans le cadre du nouveau dispositif a été réalisé en 2006.

En 2022, la commune comptait 1 450 habitants, en évolution de −6,51 % par rapport à 2016 (Vosges : −2,96 %, France hors Mayotte : +2,11 %).
| 1793  | 1800  | 1806  | 1821  | 1831  | 1836  | 1841  | 1846  | 1856  |
| ----- | ----- | ----- | ----- | ----- | ----- | ----- | ----- | ----- |
| 1 237 | 1 334 | 1 632 | 1 869 | 1 867 | 1 950 | 2 034 | 2 065 | 1 973 |

| 1861  | 1866  | 1872  | 1876  | 1881  | 1886  | 1891  | 1896  | 1901  |
| ----- | ----- | ----- | ----- | ----- | ----- | ----- | ----- | ----- |
| 1 984 | 2 079 | 2 069 | 2 062 | 1 970 | 1 865 | 1 841 | 1 766 | 1 717 |

| 1906  | 1911  | 1921  | 1926  | 1931  | 1936  | 1946 | 1954 | 1962 |
| ----- | ----- | ----- | ----- | ----- | ----- | ---- | ---- | ---- |
| 1 643 | 1 641 | 1 472 | 1 423 | 1 303 | 1 268 | 978  | 931  | 867  |

| 1968 | 1975  | 1982  | 1990  | 1999  | 2006  | 2011  | 2016  | 2021  |
| ---- | ----- | ----- | ----- | ----- | ----- | ----- | ----- | ----- |
| 863  | 1 056 | 1 383 | 1 384 | 1 367 | 1 553 | 1 573 | 1 551 | 1 477 |

| 2022  | - | - | - | - | - | - | - | - |
| ----- | - | - | - | - | - | - | - | - |
| 1 450 | - | - | - | - | - | - | - | - |

### Enseignement
Établissements d'enseignements :
- école maternelle ;
- école primaire[37] ;
- collèges à Saint-Dié-des-Vosges ;
- lycées à Saint-Dié-des-Vosges.

### Santé
Professionnels et établissements de santé :
- médecins à Anould, Corcieux, Saulcy-sur-Meurthe, Saint-Dié-des-Vosges ;
- pharmacies à Anould, Corcieux, Saulcy-sur-Meurthe, Saint-Dié-des-Vosges ;
- hôpitaux à Bruyères, Fraize, Saint-Dié-des-Vosges.

### Cultes
- Culte catholique, Paroisse Notre-Dame-du-Val-de-Meurthe[39], Diocèse de Saint-Dié.

## Économie

### Entreprises et commerces

#### Agriculture
- Sylviculture et autres activités forestières.
- Autres cultures permanentes.
- Élevage d'autres bovins et de buffles.
- Élevage de chevaux et d'autres équidés.
- Élevage de vaches laitières.
- Élevage de chèvres[40].
- Exploitation forestière.

#### Tourisme
- Hébergements et restauration à Anould, Corcieux, Les Rouges-Eaux, Saint-Dié-des-Vosges.
- Restaurant Bistrot de Pays[41] L'Echauguette[42],[43].

#### Commerces
- Commerces et services de proximité.

## Culture locale et patrimoine

### Lieux et monuments

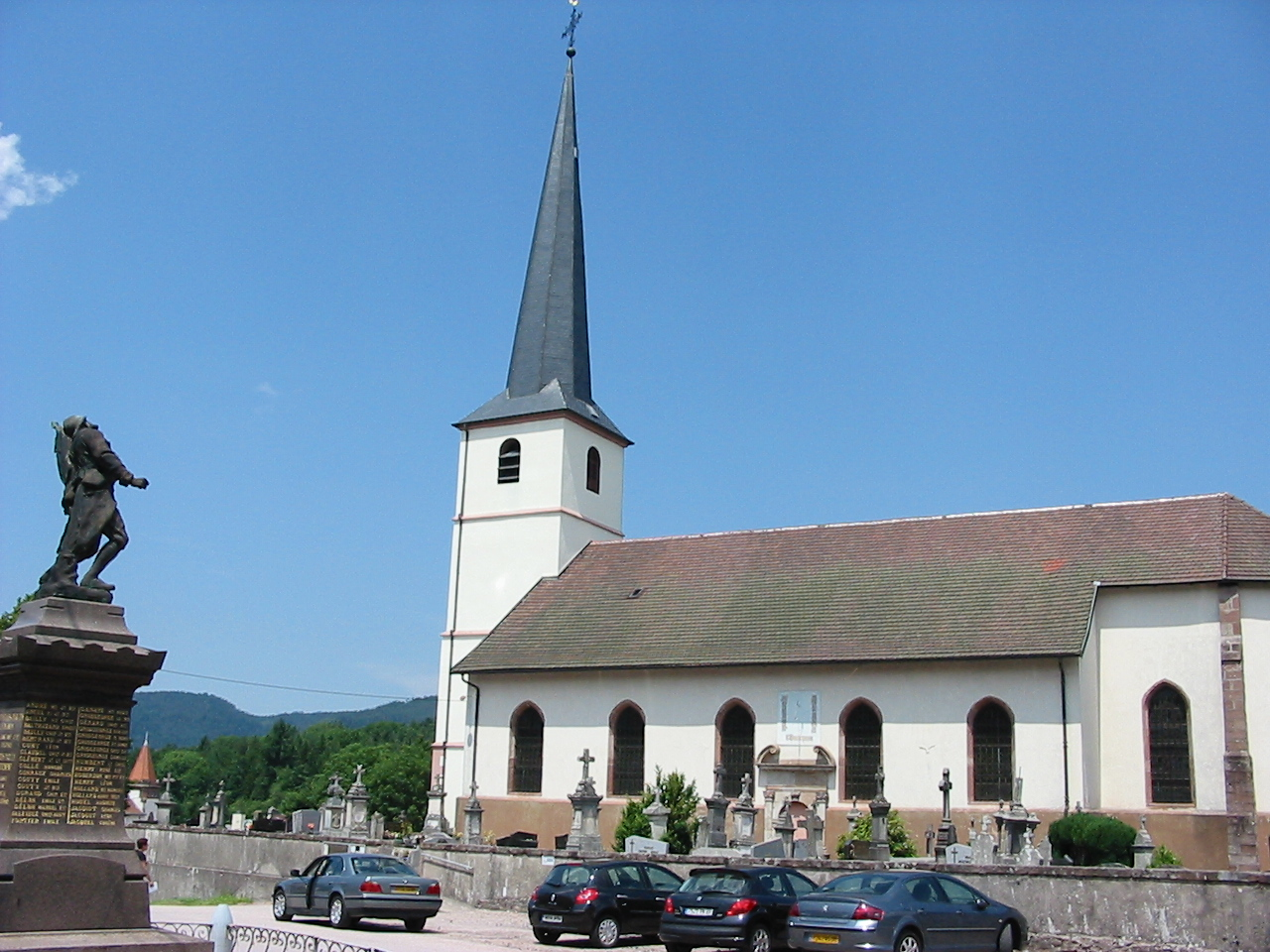
Église et monument.
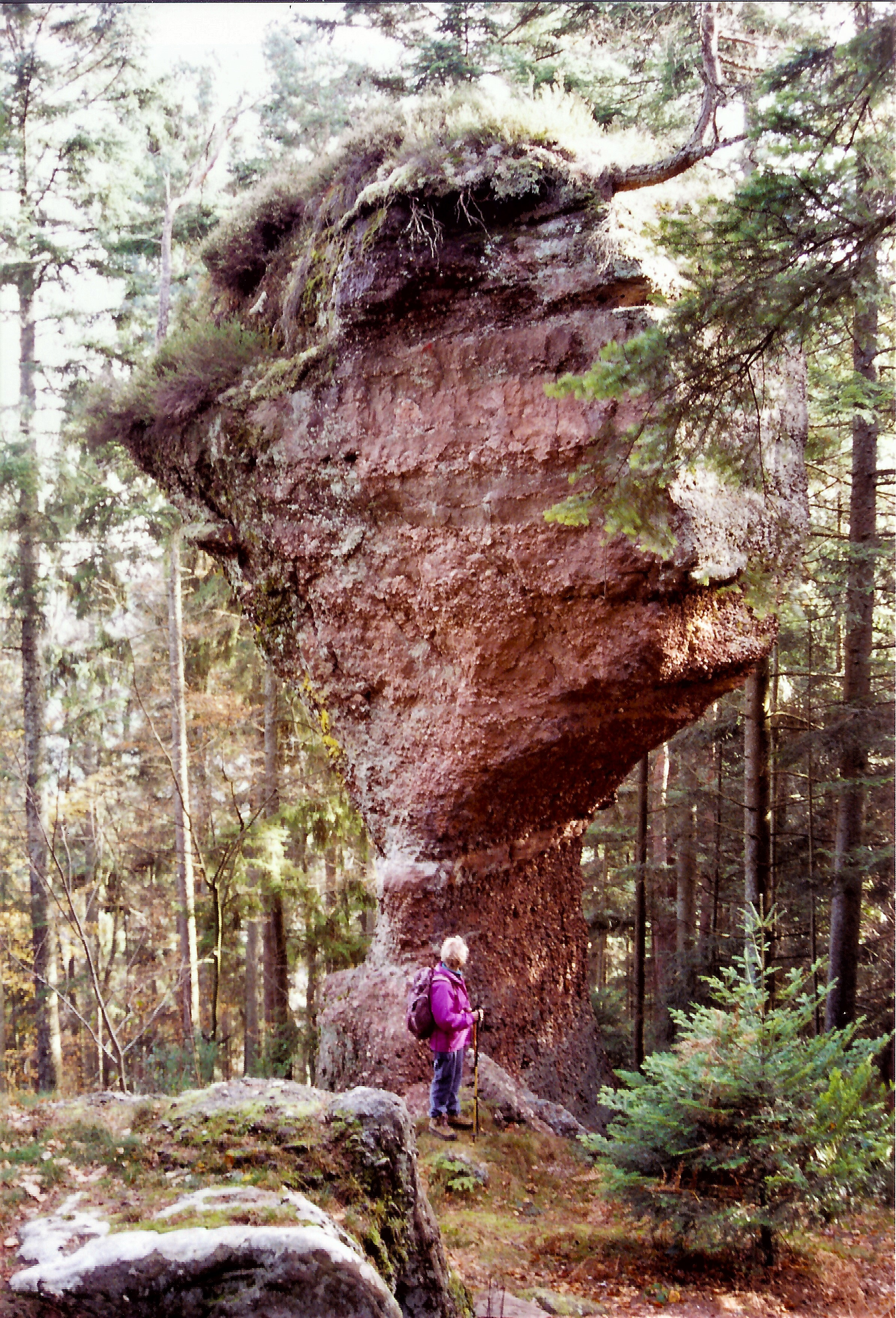
Roche trois jambes.
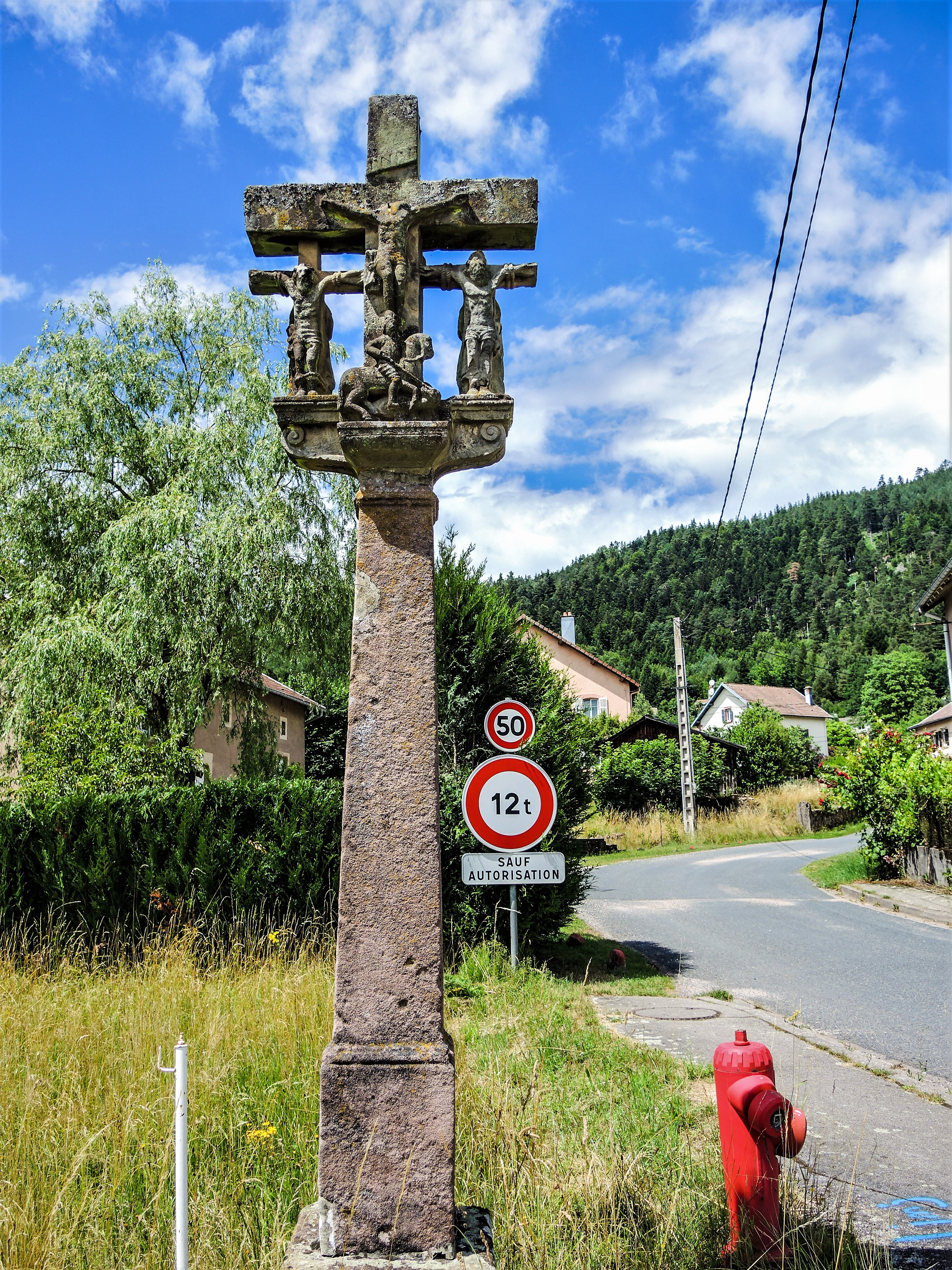
Calvaire de Rougiville.
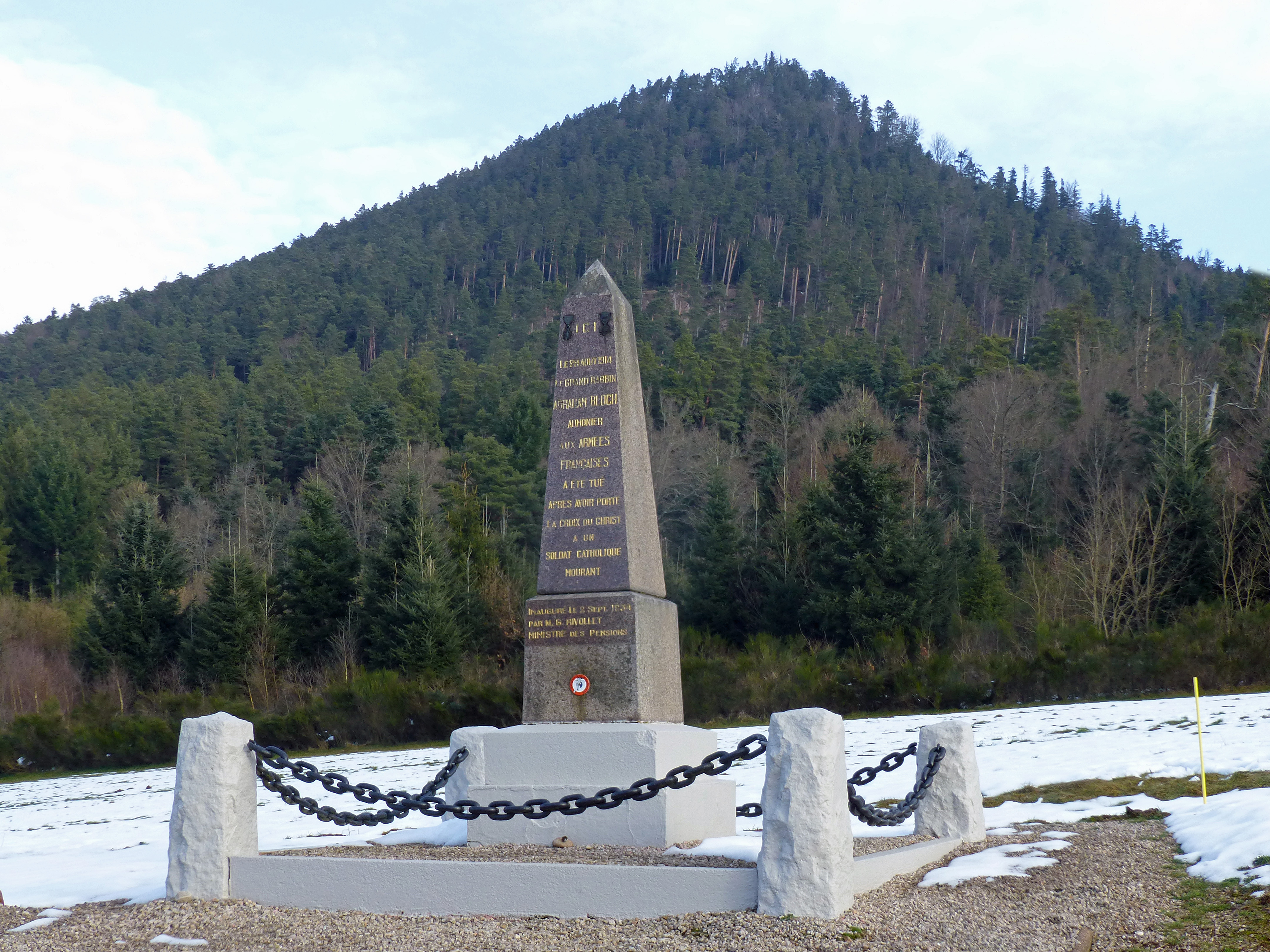
Monument Abraham Bloch au col d'Anozel.

Massif montagneux couvert de résineux et parsemé de roches gréseuses aux formes originales : Pierre de Laitre, dont la roche sommitale, ou pierre, tire son nom d'un vieux cimetière ou aître en ancien français, probablement au pied du monticule.
- L'ancien château de Taintrux était signalé ruiné au XVIIe siècle. Il a vraisemblablement subi les pillages de la guerre de Trente Ans.
- L'église Saint-Georges.
- L'orgue Jean-Nicolas III Jeanpierre (1848) de l'église Saint-Georges[44],[45], restauré en 2005 par Jean-Christian Guerrier[46],[47],[48].
- La croix-calvaire de Rougiville[49].
- Monuments commémoratifs[50].
- Patrimoine architectural rural recensé par le services régional de l'Inventaire général du patrimoine culturel : Maisons[51] et fermes[52]

### Personnalités liées à la commune
- Famille de Parroye, dynastie seigneuriale, dont le premier seigneur de la mairie de Taintrux fut un simple lieutenant du duc de Lorraine[53].
- Paul George et son épouse, instituteurs à Rougiville dans les années 1930[54], pionniers du mouvement Freinet.
- Le grand-rabbin Abraham Bloch, tué au col d'Anozel en 1914[55].
- Paul Grandjean, vainqueur du WSOP 1995 et 2001 à Las Vegas , vainqueur du European Poker Tour 1993 de Vesoul (référence à noter : aucune correspondance trouvée sur le wsop.com).

### Héraldique
| Blason | Blasonnement : Écartelé au 1° d’or au château donjonné de sable ajouré et ouvert du champ, au 2° d’azur à trois quintefeuilles d’argent percées du champ, au 3° d’azur à trois macles d’argent, au 4° d’or à trois têtes de lion arrachées et lampassées de gueules ; sur le tout un filet en croix d'argent chargé d'un filet de gueules. Commentaires : Le château de Taintrux était le chef-lieu d’une seigneurie très ancienne des Vosges. Les trois autres quartiers évoquent les armes de Pierre Cogney, seigneur du lieu, et de son épouse Elisabeth Reboursel. Le filet en croix de gueules bordé d’argent figure la croix de saint Georges, du patron de la paroisse,. Le blason a été créé en 2001 par Bernard Deforche. |

## Pour approfondir